# Лерой Санчез
Лерой Санчез (нар. 1 вересня 1991 року) — іспанський і баскський співак і пісняр, що наразі проживає у Лос-Анджелесі. Відомий завдяки своїм каверам, зокрема на пісню Адель «Hello», який має майже 50 млн переглядів на YouTube.

## Кар'єра
Санчез народився у селі Абетсуко, Басконія, де навчався грати на гітарі. Коли йому було 15 років, Лерой завантажив свій перший кавер на YouTube, і його відео з цього часу отримали більше 460 мільйонів переглядів і більше 3,7 мільйонів підписників. У 2010 році він зустрів продюсера Джима Джонсіна, який привіз його в Маямі.
У 2014 році співак випустив 2 сингли: «By My Side» і «Little Dancer». У 2016 році він був номінований на нагороди Premios Juventud і Teen Choice Awards.
У 2017 році він організував свій перший міжнародний тур «the Man of the Year», який тривав з січня по березень 2017 року, а також тур «Elevated» — з вересня по листопад 2017 року. Свій дебютний EP «Elevated» Санчез випустив 4 серпня 2017 року.